# 애머크낵섬

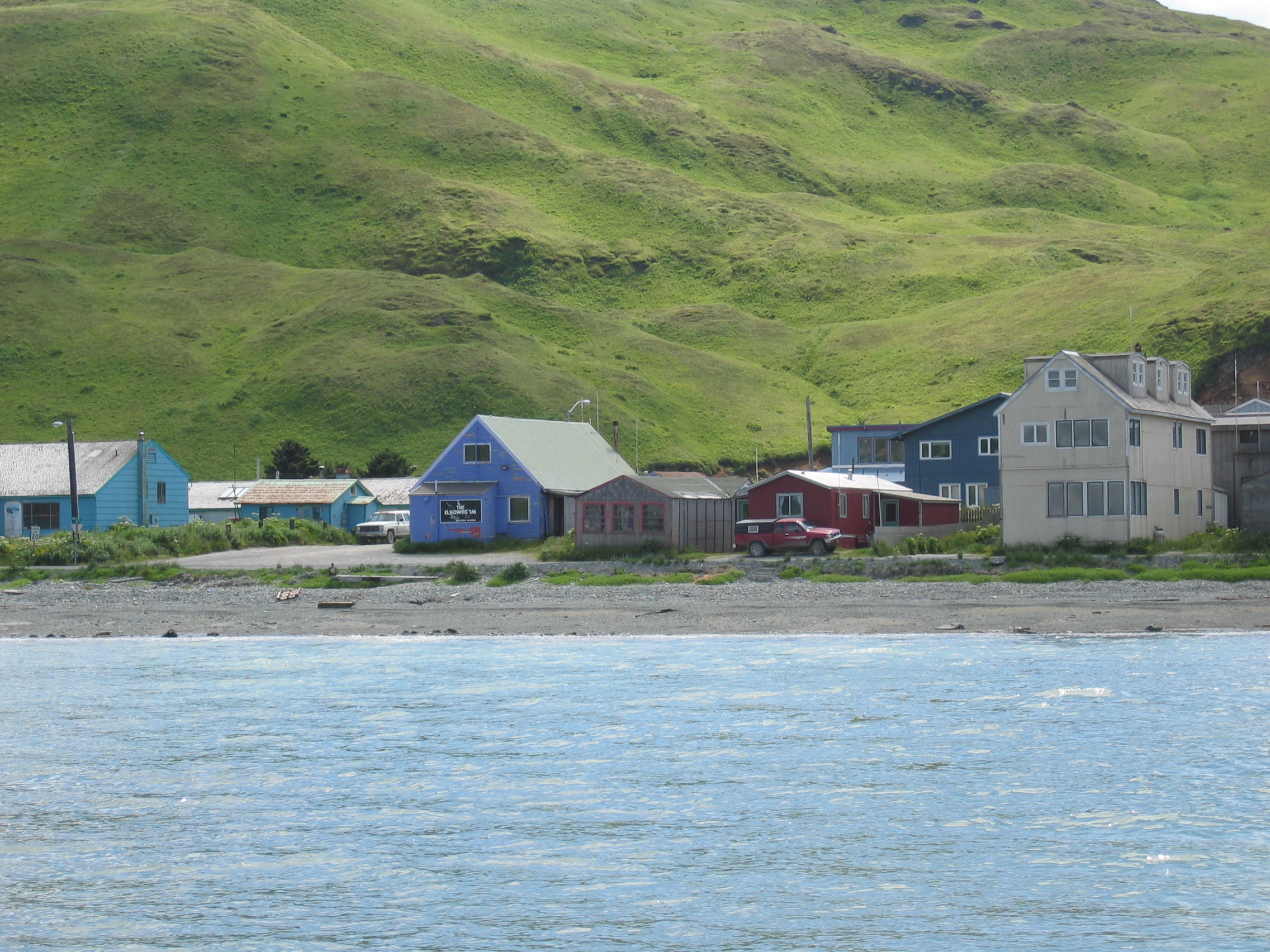

애머크낵섬(Amaknak Island)는 어널래스카섬의 북쪽 어널래스카만에 있는 섬이다. 알래스카주의 남서부에 있다.